# Austin Reaves

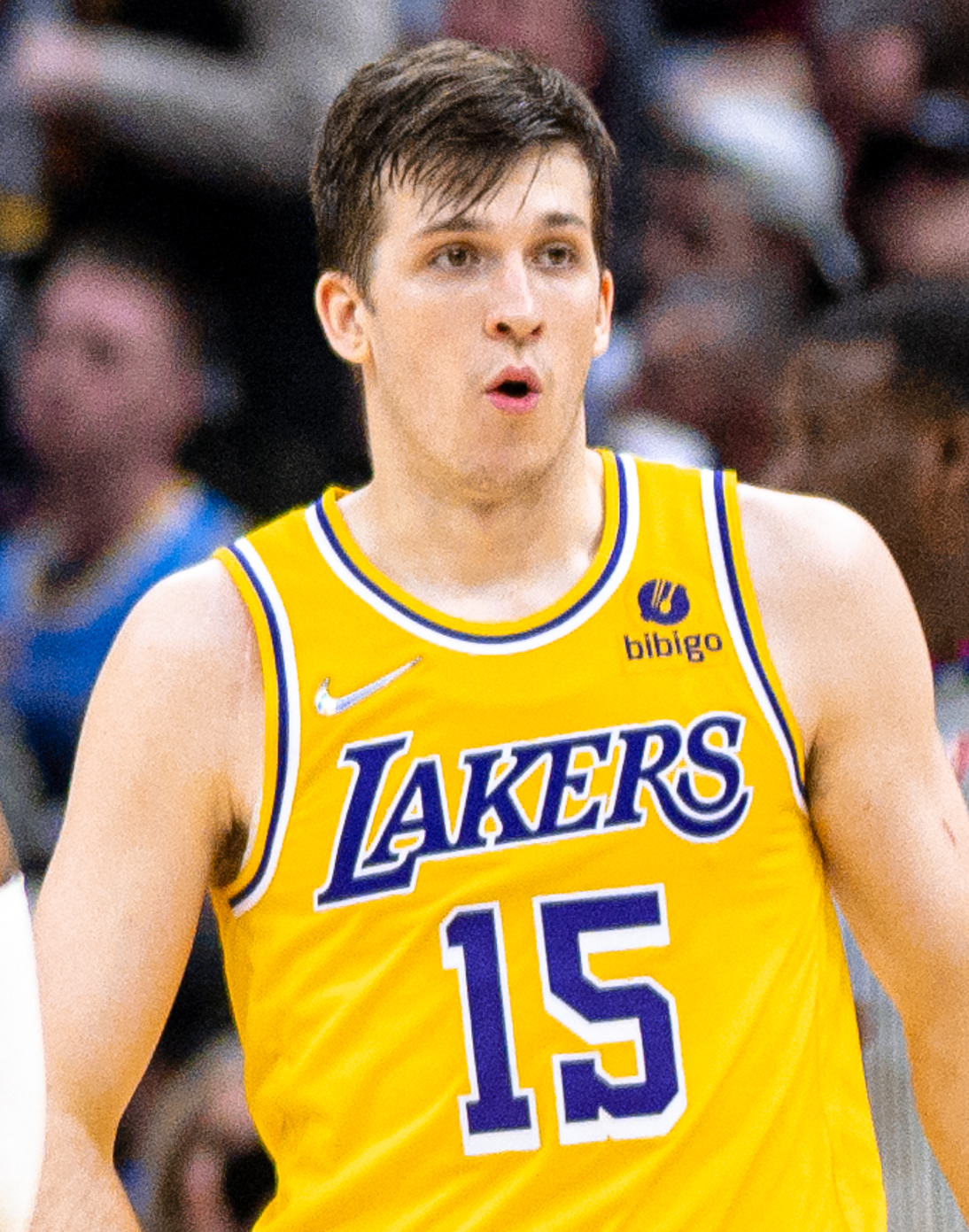
Austin Reaves, 2022.

Austin Tyler Reaves, född 29 maj 1998 i Newark i Arkansas, är en amerikansk professionell basketspelare (SG/PG) som spelar för Los Angeles Lakers i National Basketball Association (NBA).
Han blev aldrig NBA-draftad.
Innan Reaves blev proffs studerade han först på Wichita State University och spelade för deras idrottsförening Wichita State Shockers. Reaves blev senare överförd till University of Oklahoma för spel i Oklahoma Sooners.